# Shrek (serijal)
Shrek je američka medijska franšiza koju je napravio DreamWorks Animation, djelomično temeljen na slikovnici Williama Steiga Shrek! iz 1990. Serijal se primarno usredotočuje na Shreka, zlobnog, ali dobrodušnog ogra, koji nerado prihvaća misiju spašavanja princeze, što rezultira time da pronađe prijatelje i ode u mnoge naredne pustolovine u svijetu bajki. Uključuje četiri računalno animirana filma: Shrek (2001), Shrek 2 (2004), Shrek Treći (2007) i Shrek uvijek i zauvijek (2010). Također postoje dva televizijska specijala, božićni televizijski specijal Shrekov prvi Božić (2007) i televizijski specijal za Noć vještica Scared Shrekless (2010). Spin-off film pod nazivom Mačak u čizmama objavljen je u listopadu 2011. te njegov drugi dio pod nazivom Mačak u čizmama: Posljednja želja iz 2022. 
Serija je bila financijski uspješna, postavši 17. filmska franšiza s najvećom zaradom svih vremena i druga animirana franšiza s najvećom zaradom.

## Filmovi
| Film                              | Datum izlaska (SAD) | Redatelj                                     | Scenarij                                                       | Priča                                                          | Producenti                                         |
| Glavni serijal                    | Glavni serijal      | Glavni serijal                               | Glavni serijal                                                 | Glavni serijal                                                 | Glavni serijal                                     |
| --------------------------------- | ------------------- | -------------------------------------------- | -------------------------------------------------------------- | -------------------------------------------------------------- | -------------------------------------------------- |
| Shrek                             | 18. svibnja 2001.   | Andrew Adamson i Vicky Jenson                | Ted Elliott, Terry Rossio, Joe Stillman i Roger S. H. Schulman | Ted Elliott, Terry Rossio, Joe Stillman i Roger S. H. Schulman | Aron Warner, John H. Williams i Jeffrey Katzenberg |
| Shrek 2                           | 19. svibnja 2004.   | Andrew Adamson, Kelly Asbury i Conrad Vernon | Andrew Adamson, Joe Stillman, J. David Stem i David N. Weiss   | Andrew Adamson                                                 | Aron Warner, David Lipman i John H. Williams       |
| Shrek Treći                       | 18. svibnja 2007.   | Chris Miller                                 | Jeffrey Price, Peter S. Seaman, Chris Miller i Aron Warner     | Andrew Adamson                                                 | Aron Warner                                        |
| Shrek uvijek i zauvijek           | 21. svibnja 2010.   | Mike Mitchell                                | Josh Klausner i Darren Lemke                                   | Josh Klausner i Darren Lemke                                   | Gina Shay i Teresa Cheng                           |
| Shrek 5                           | 1. srpnja 2026.     | Walt Dohrn                                   | Michael McCullers                                              | Chris Meledandri                                               | Gina Shay i Chris Meledandri                       |
| Spin-offovi                       |                     |                                              |                                                                |                                                                |                                                    |
| Mačak u čizmama                   | 28. listopada 2011. | Chris Miller                                 | Tom Wheeler                                                    | Brian Lynch, Will Davies i Tom Wheeler                         | Joe M. Aguilar i Latifa Ouaou                      |
| Mačak u čizmama: Posljednja želja | 21. prosinca 2022.  | Joel Crawford                                | Paul Fisher i Tommy Swerdlow                                   | Tommy Swerdlow i Tom Wheeler                                   | Mark Swift                                         |